# Ataxia uniformis
Ataxia uniformis là một loài bọ cánh cứng trong họ Cerambycidae.